# Carlito Contini
Carlito Contini (São Paulo, 1960) é um artista visual. Vive e trabalha em São Paulo.

## Biografia
Graduou-se em Artes Plásticas na Fundação Armando Álvares Penteado no ano de 1988, onde estudou com Júlio Plaza e Nelson Leirner.
Desenvolve seu trabalho tendo como meio principal a pintura e o desenho. Nos últimos anos tem realizado pesquisas com serigrafia e vídeo. Apresentou em mostras recentes instalações de parede. A geometria e as relações entre a obra e o espaço expositivo passaram a ser o foco de seu trabalho.
Expõe regularmente desde o final da década de 70. Entre as mostras mais recentes, destacam-se as individuais: “O Paciente Circular” (Galeria Casa Triângulo, São Paulo, 2009); “Ponto e Fuga” (Estação Pinacoteca, São Paulo, 2006); “Projeto Parede” (Museu de Arte Moderna de São Paulo, 2003). Entre outras, participou das seguintes exposições coletivas: “Arte Contemporânea Aquisições Recentes” (Pinacoteca do Estado de São Paulo, 2008); “Marcantonio Vilaça - Passaporte Contemporâneo” (MAC USP - 2003); “Paralela” (São Paulo, 2002 e 2004); “MAB 40 anos - Museu de Arte Brasileira” (São Paulo, 2001).
Em 1995 tornou-se docente da FAAP, lecionando disciplinas relacionadas ao desenho e a pintura.
Mestre em Poéticas Visuais pela Escola de Comunicações e Artes da Universidade de São Paulo,  defendeu a dissertação “Composições Geométricas como Suporte na Representação Icônica” sob a orientação de Geraldo de Souza Dias.
Carlito Contini vive e trabalha na cidade de São Paulo.